# Kleinkastell Zwing

Grundriss des KK Zwing (Ausgrabung 1895)

Das Kleinkastell Zwing – auch Kleinkastell Jägerwiese genannt – war ein römisches Grenzkastell an der älteren Odenwaldlinie des Neckar-Odenwald-Limes. Das heutige Bodendenkmal befindet sich auf einem Bergsattel knapp zwei Kilometer südlich von Hesselbach, seit 2018 ein Ortsteil der Stadt Oberzent im Odenwaldkreis, unmittelbar an der Kreisstraße von Hesselbach nach Schloßau, einem Ortsteil der Gemeinde Mudau im Neckar-Odenwald-Kreis in Baden-Württemberg.

## Lage und Forschungsgeschichte
Das Kleinkastell Zwing liegt auf einem Bergsattel (491,4 m ü. NN) zwischen der Hohen Langhälde (548,3 m ü. NN) im Norden und dem Hohwald (552,8 m ü. NN) im Süden, bei dem mehrere Waldschneisen und -wege auf die von Hesselbach nach Schloßau führenden Kreisstraßen K40 bzw. K3919 treffen. In antiker Zeit hatte es an dieser Stelle vermutlich die Aufgabe, einen Passweg zu überwachen, der vom Eutergrund über die Höllenklinge ins Waldleininger Tal führte.
Durch Steinraub und zeitbedingt unzureichende Grabungsmethoden des altertumsbegeisterten Grafen Franz I. zu Erbach-Erbach (1754–1823), der bereits zu Anfang des 19. Jahrhunderts durch Johann Friedrich Knapp dort hatte graben lassen, war bereits sehr viel zerstört, als die Reichs-Limeskommission unter der örtlichen Leitung von Eduard Anthes 1895 das Areal untersuchte.

## Kleinkastell
Es konnte ein maximal 20 × 20 m großes Steinkastell nachgewiesen werden, das ein einzelnes, möglicherweise dem Limes zugewandtes Tor an der Nordostseite besessen haben könnte. Die Ecken des Kastells waren mit einem Radius von drei Metern abgerundet. Die Mauerstärke betrug 75 cm. Gräben konnten bei den Untersuchungen der Reichs-Limeskommission nicht festgestellt werden, die bei den älteren Nachforschungen beobachteten Gräben sind vermutlich durch den Ausbruch der Wehrmauern entstanden.
Heute ist von dem Kastell nichts mehr sichtbar außer einem römischen Relief, von dem eine Kopie in eine moderne Mauer eingelassen wurde. Das Original befindet sich im Badischen Landesmuseum in Karlsruhe. Die 78 cm mal 61 cm große Platte wird in ihrem Zentrum von einer 36,5 cm durchmessenden, runden Fläche beherrscht, auf der sich vermutlich ursprünglich eine aufgemalte Inschrift befand. Links befindet sich die Figur eine Kriegers. Weitere Funde aus dem Kleinkastell, darunter zwei kleinere Reliefplatten, auf denen je ein Vexillum dargestellt ist, sind im Heimatmuseum Amorbach ausgestellt.

Lage des Kleinkastells Zwing und der Limesmauer zur Zeit der Reichs-Limeskommission (1895)
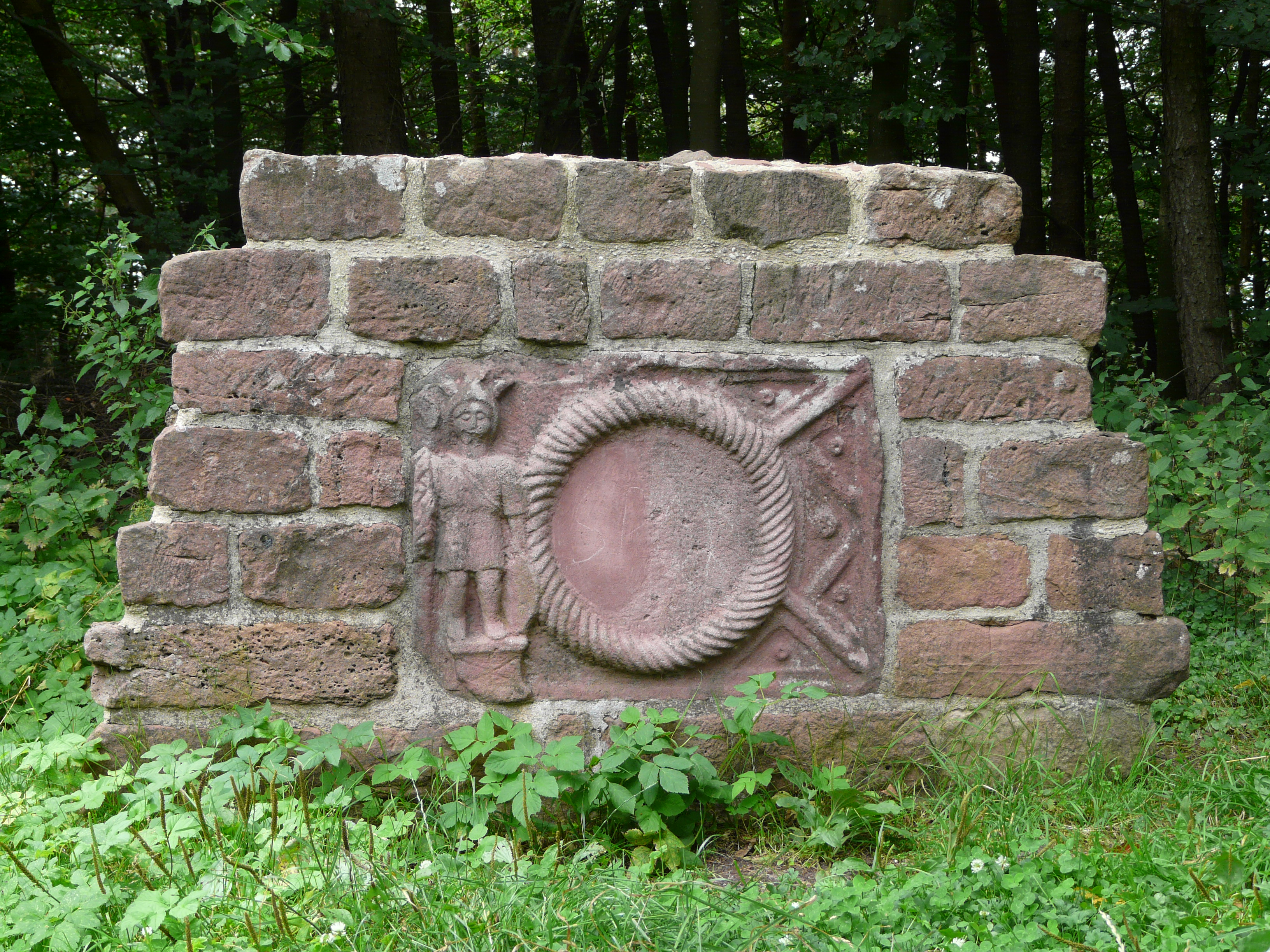
Markierungsstein des nicht mehr sichtbaren Kleinkastells (Zustand Juli 2009)
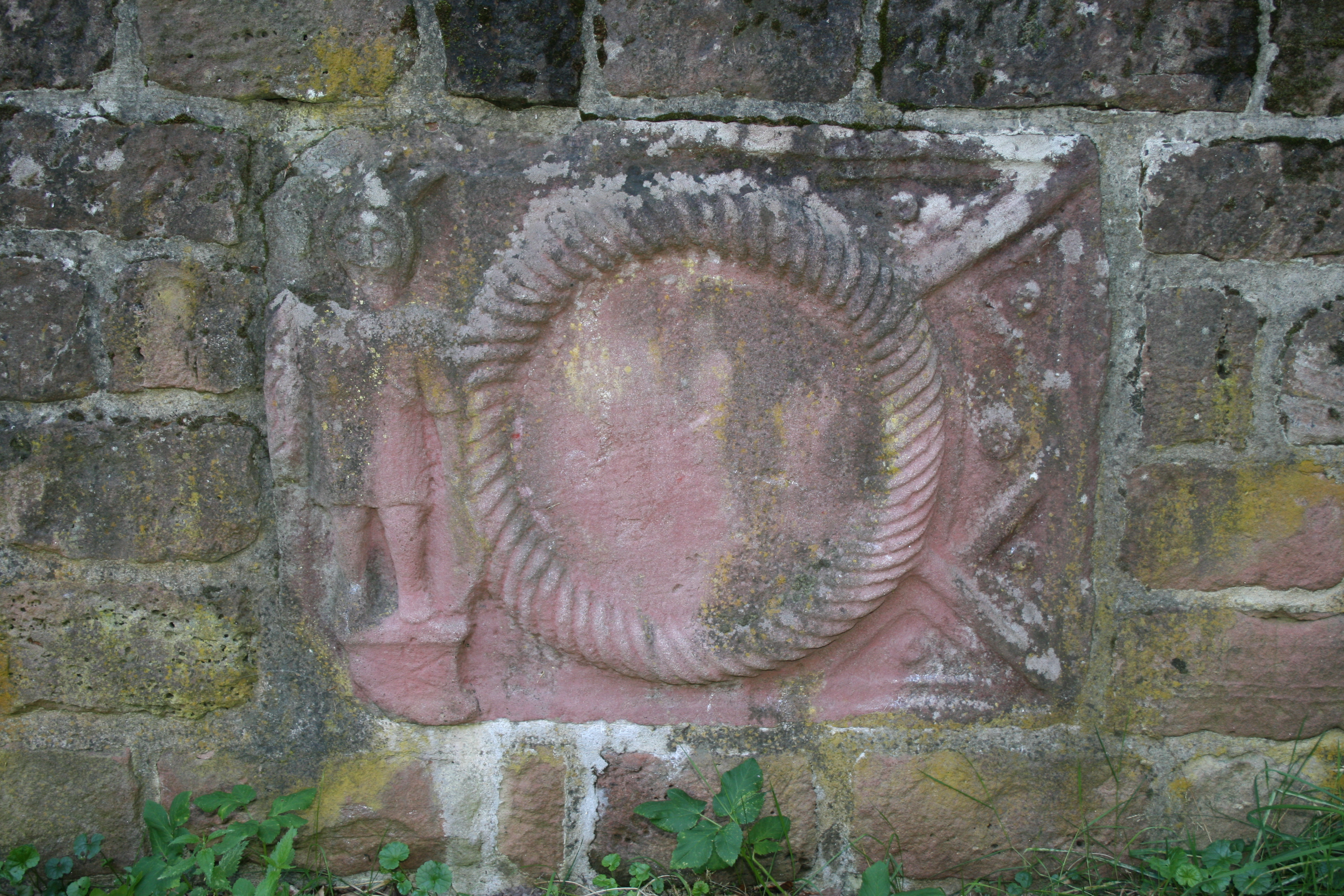
Kopie eines römischen Reliefs, eingemauert am nicht mehr sichtbaren Kleinkastell Zwing (Zustand August 2007)
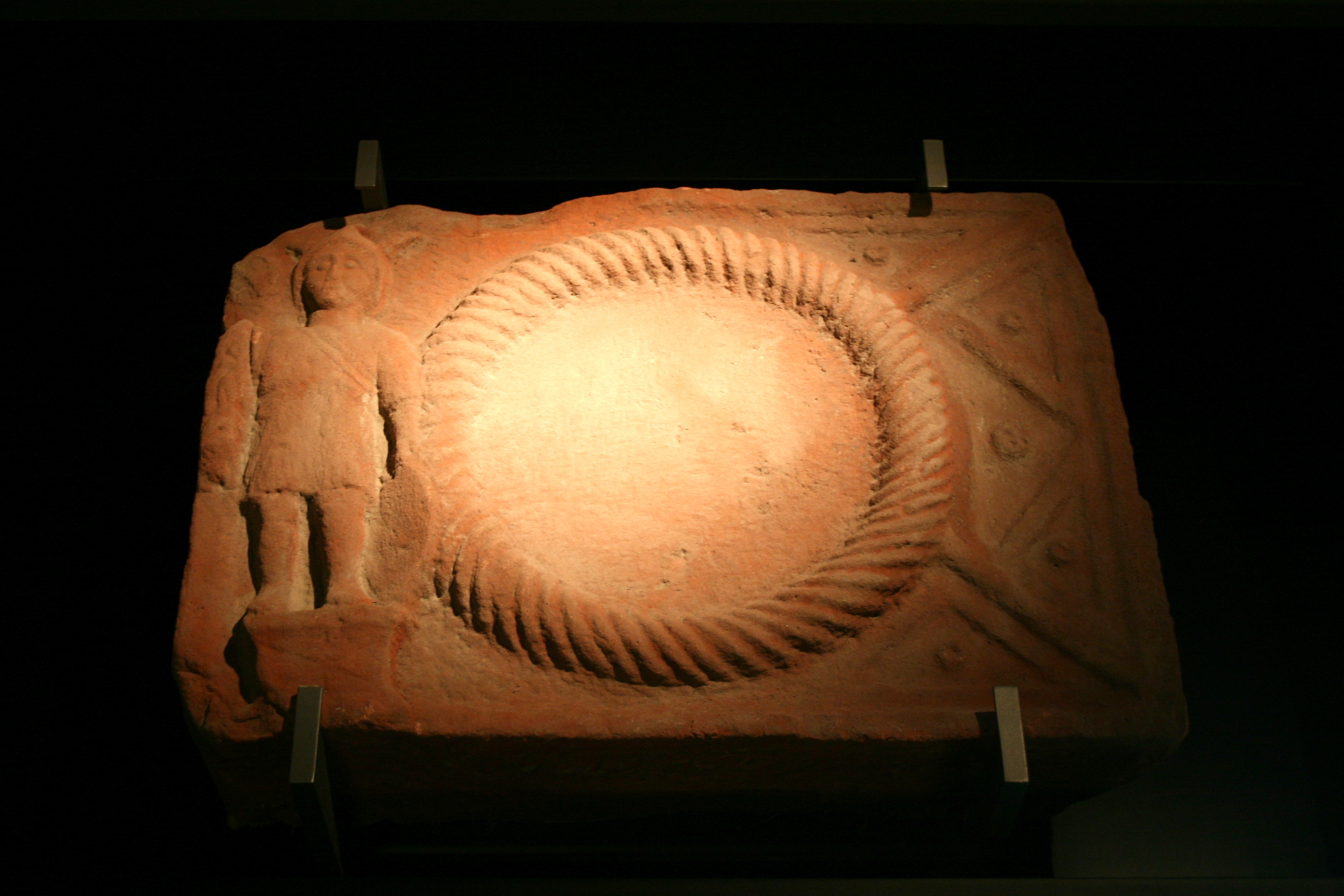
Original des Steins im Römermuseum Osterburken

## Limesverlauf zwischen den Kleinkastellen Zwing und Seitzenbuche

Limesverlauf von der Limesmauer bis zum Wp 10/35 (1896)

Beginnend am Kleinkastell Zwing verlässt der Limes seinen bisherigen Nord-Süd-Verlauf und schlägt in einem weiten, bis zum Wp 10/35 verlaufenden Bogen eine ostsüdöstliche Richtung ein, die er annähernd linear bis zum Kleinkastell Seitzenbuche beibehält. Der Limesverlauf führt ausschließlich durch dicht bewaldetes Gebiet, wodurch der gute Erhaltungszustand der römischen Relikte erklärbar ist. Vom Kleinkastell Zwing mit seinen rund 491 Höhenmetern steigt der Limes zunächst noch einmal um über 60 Meter bis zum Wp 10/34 (553 m ü. NN) an, um danach kontinuierlich bis auf 462 Höhenmeter beim Kleinkastell Seitzenbuche abzufallen.

### Limesmauer
Etwa 150 m südlich des Kleinkastells Zwing befinden sich die Überreste eines eher ungewöhnlichen Abschnittes des Odenwaldlimes. Auf einer Länge von 112 m wurde der Limes nicht als Palisade, sondern als Mauer aus Buntsandstein ausgeführt. Der Grund dürfte wohl die Schwierigkeit beim Ausheben des Palisadengräbchens in felsigem Untergrund gewesen sein, während Steine dort, am höchsten Punkt des Odenwaldlimes, in Fülle vorhanden waren. Die Mauer weist eine Breite von 0,9 m auf und wurde nach oben mit abgerundeten Sandsteinblöcken abgeschlossen. Auf der „römischen“ Seite sind die Steine ordentlich abgearbeitet, während sie auf der dem Reich abgewandten Seite nur grob behauen sind.

Verlauf der Limesmauer nach den Aufmessungen der Reichs-Limeskommission (1895/96)
Befunde und Steinfunde zur Zeit der Kommission (1895/96)
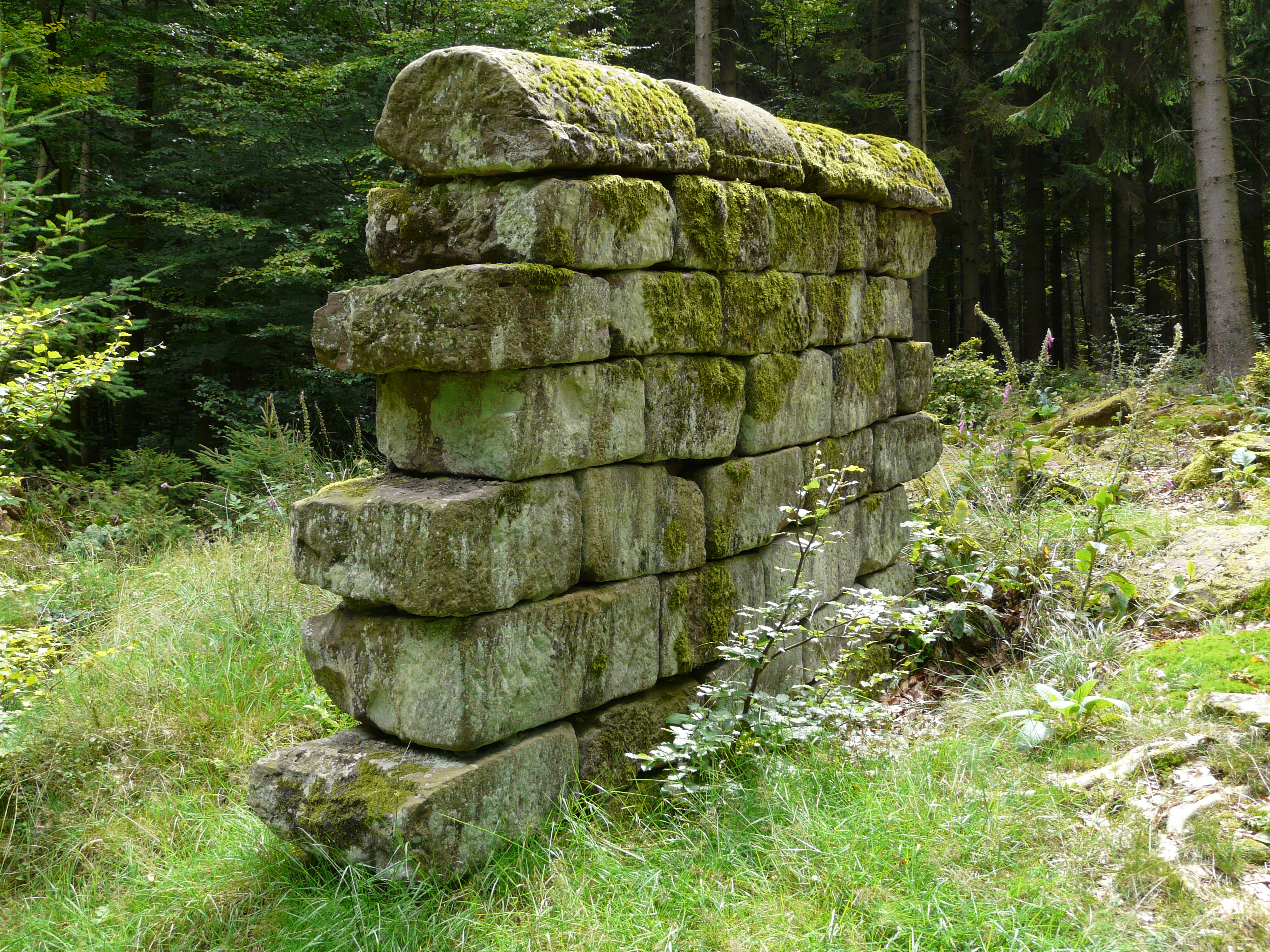
Ansicht der Limesmauer, „Innenseite“ bzw. römische Seite. (Zustand Juli 2009)
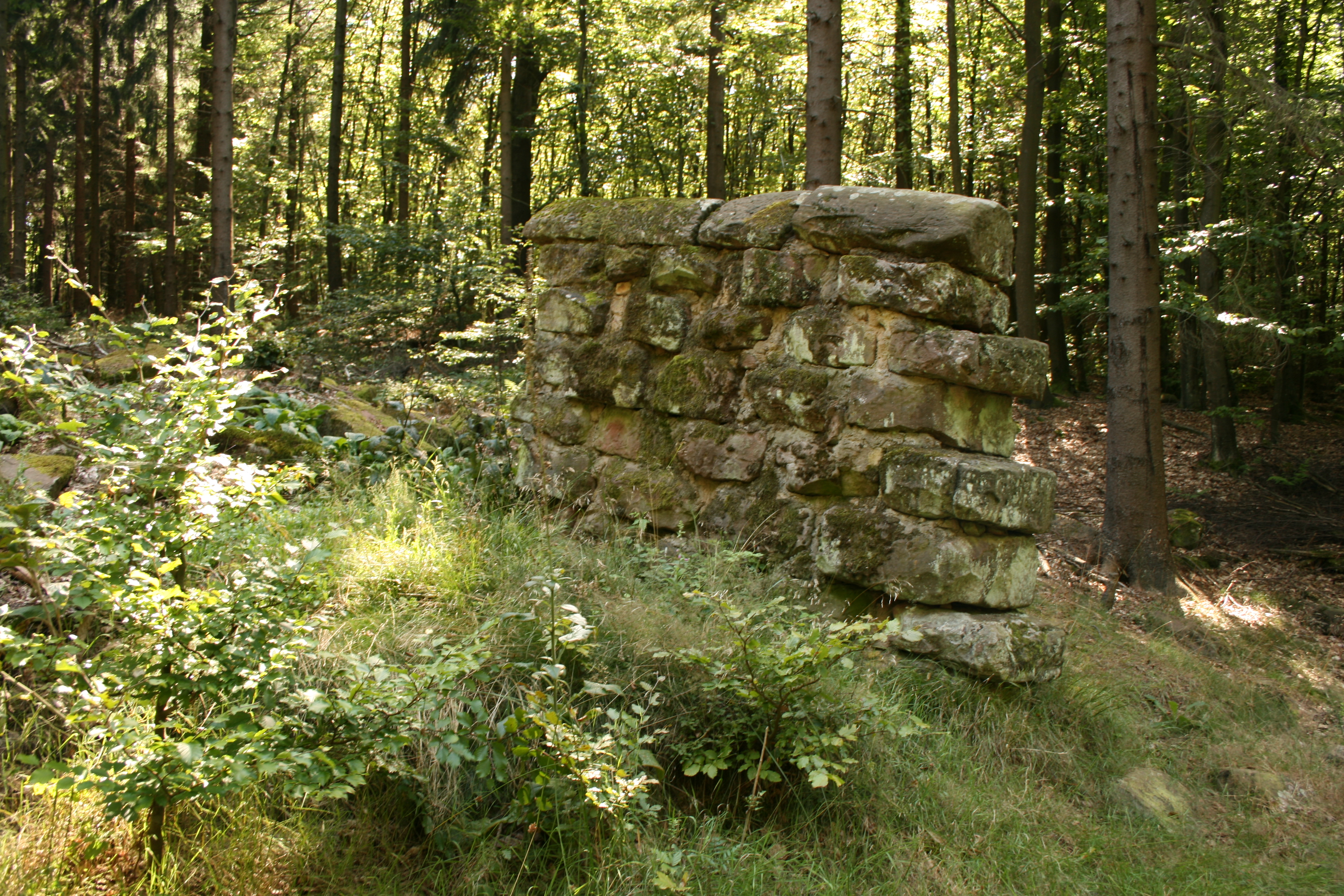
Limesmauer, Außenseite des rekonstruierten Abschnitts. (Zustand August 2007)

### Spuren weiterer Limesbauwerke zwischen den Kleinkastellen Zwing und Seitzenbuche
| ORL      | Name/Ort                                | Beschreibung/Zustand |
| -------- | --------------------------------------- | --- |
| KK       | Kleinkastell Zwing                      | siehe oben |
| Wp 10/34 | „Im Hohen Wald“ oder „Hohwald“          | Unweit der Limesmauer befindet sich der Wp 10/34 „Im Hohen Wald“. Sichtbar ist die konservierte Steinturmruine. Die Holzturmstelle wurde durch einen kleinen neuzeitlichen Steinbruch teilweise zerstört. An diesem Turm wurden bereits zu Beginn des 19. Jahrhunderts auf Veranlassung Graf Franz von Erbach Ausgrabungen auf der Suche nach „römischen Altertümern“ vorgenommen. Am Wp 10/34 kam damals ein Handquader zutage, der die Inschrift CHO I trug. Er wurde im Park des Grafen in den dort aufgestellten Sockel eines Limeswachturms (auf dem Kopf stehend) verbaut. Die Inschrift bezieht sich auf die Cohors I Sequanorum et Rauracorum, die im Kastell Oberscheidental stationiert war. Deren Kommandant hatte einen längeren Grenzabschnitt zu verwalten und zeichnete auch für den Bau der hiesigen befindlichen Türme verantwortlich. Weitere Ausgrabungen erfolgten – wie an allen Turmstellen dieses Limesabschnitts – im Jahre 1896. Der Steinturm besaß einen quadratischen Grundriss von 5,20 m Seitenlänge und verfügte über einen Meter dicke Mauern. An der Außenseite fanden sich noch Reste des weißen, mit roten Scheinfugen bemalten Verputzes. Zu den Begleitfunden der Grabung gehörten zwei Pfeilerreste sowie zwölf Geschützkugeln aus Buntsandstein mit Durchmessern zwischen 10 cm und 22 cm. Der Holzturm, dessen Hügel schon zu Zeiten der Kommission durch Steinbrucharbeiten stark in Mitleidenschaft gezogen war, befand sich etwa 13 m nördlich des Steinturms. Die Limespalisade passierte die Turmgruppe in einem Abstand von 33,35 m zum Steinturm bzw. rund 30 m zum Holzturm. - Wp 10/34, Schutthügel des Holzturms (Zustand Juli 2009) - Wp 10/34, Steinturm Befunde und Steinfunde zur Zeit der Kommission (1896) - Wp 10/34, rekonstruiertes Fundament des Steinturms (Zustand Juli 2009) - Stark verwaschene, kopfstehende Bauinschrift von Wp 10/34 (verbaut in der Rekonstruktion von Wp 10/22 im Eulbacher Park, Zustand September 2009) |
| Wp 10/35 | „Im Klosterwald“                        | An einem Abhang gelegene Steinturmruine nebst zwei Turmhügeln der hölzernen Vorgängerbauten. Der Steinturm hatte einen quadratischen Grundriss mit einer Seitenlänge von 5,25 m, die Stärke seiner Mauern belief sich auf 90 cm. Im Fundmaterial befand sich unter den zahlreichen Baufragmenten eine Inschriftentafel, die Bauinschrift des Turms, die sich und damit die Errichtung des Turmes auf das Jahr 146 n. Chr. datieren ließ. Die Inschrift lautet (stark ergänzt): [Imp(eratori) Caesari divi] [Hadr(iani) fil(io) Tit(o) Ael(io)] [Hadrian(o) Antonino] [Au]g(usto) [Pio pont(ifici) max(imo) trib(unicia)] pot(estate) VIII c[o(n)s(uli) IIII p(atri) p(atriae)] Brit(tones) Tr[iput(ienses) Cla-] ro II et S[evero co(n)s(ulibus)] Übersetzt: „Dem Imperator Caesar, dem Sohn des vergöttlichten Hadrian, Titus Aelius Hadrianus Antoninus Pius, Pontifex Maximus, im achten Jahr seiner tribunizischen Gewalt, viermal Konsul, Vater des Vaterlandes, von den Brittones Triputienses. Im Jahr, in dem Clarus zum zweiten Mal und Severus Konsuln waren.“ Der unmittelbar neben dem Steinturm gelegene obere Holzturmhügel ist noch relativ hoch erhalten und hat von Grabenrand zu Grabenrand einen Durchmesser von 15 m (von Grabenmitte zu Grabenmitte neun bis zehn Meter). Der untere Holzturmhügel ist sehr flach und besitzt einen Durchmesser von 25 m. Der Abstand des Palisadengrabens betrug 32 m von der Front des Steinturms und etwa 30 m von den Holztürmen. - Wp 10/35 Lage (um 1896) - Wo 10/35 Oberer Holzturmhügel (Zustand Juli 2009) - Wp 10/35 Steinturm (Zustand Juli 2009) - Inschriftenstein vom Wp 10/35 - Der Inschriftenstein im Römermuseum Osterburken |
| Wp 10/36 | „Am Fischerpfad“ oder „Am Fischerspfad“ | Holzturmhügel mit Ringgraben und konserviertes Steinturmfundament. Der Steinturm besaß einen quadratischen Grundriss mit einer Seitenlänge von 5,75 m, die Mauerstärke betrug 80 cm. Der Holzturm befand sich zwölf Meter südöstlich des Steinturms, sein Ringgraben hatte einen Außendurchmesser von 23 m (19 m von Grabensohle zu Grabensohle). Die Limespalisade passierte den Steinturm in einer Entfernung von 21,5 m, den Holzturm im Abstand von knapp 20 m. 3,85 m hinter dem Palisadengraben konnte der zwei Meter breite, geschotterte Limesbegleitweg ausfindig gemacht werden. - Limesverlauf im Bereich der Wachtürme Wp 10/36 und 10/37 (um 1896) - Wp 10/36 Lage (um 1896) - Wp 10/36 Grundriss des Steinturms (um 1896) - Steinturm (Zustand Juli 2009) |
| KK       | Kleinkastell Seitzenbuche               | → Hauptartikel : Kleinkastell Seitzenbuche [ A 7 ] |

## Denkmalschutz
Das Kleinkastell Zwing und die erwähnten Bodendenkmale sind geschützt als eingetragene Kulturdenkmale nach dem Denkmalschutzgesetz des Landes Baden-Württemberg (DSchG). Nachforschungen und gezieltes Sammeln von Funden sind genehmigungspflichtig, Zufallsfunde an die Denkmalbehörden zu melden.